# Deutscher Evangelischer Kirchentag 2027
Der Deutsche Evangelische Kirchentag 2027 soll vom 5. bis 9. Mai 2027 in Düsseldorf stattfinden. Es wird der 40. Deutsche Evangelische Kirchentag sein. Die nordrhein-westfälische Landeshauptstadt ist damit nach 1973 und 1985 zum dritten Mal Gastgeber.

## Geschichte
Im Oktober 2023 nahm das Präsidium des Kirchentages die Einladung der Evangelischen Kirche im Rheinland, des Landes Nordrhein-Westfalen und der Landeshauptstadt Düsseldorf offiziell an. Oberbürgermeister Stephan Keller (CDU) sagte aus diesem Anlass, Düsseldorf wolle 2027 „die Welt bei uns zu Gast haben, über große Fragen diskutieren, gemeinsam feiern und der gegenseitigen Wertschätzung ein Zuhause geben“. Auch die Positionierung als Gastgeberin und Wirtschaftsstandort solle durch den Kirchentag gezeigt werden. Der Präses der Evangelischen Kirche im Rheinland Dr. Thorsten Latzel „hoffe auf wertvolle Impulse auch für die Stadtgesellschaft“ und dankte der Stadt Düsseldorf für ihre Einladung ins Rheinland. Die Generalsekretärin des Kirchentags Kristin Jahn nannte die Diskussion und Lösungssuche über aktuelle Herausforderungen als zentrales Thema des Kirchentags.
Die Veranstaltung soll durch die öffentliche Hand mit rund 13 Millionen Euro bezuschusst werden. Hiervon stammen vom Land Nordrhein-Westfalen 7 Millionen Euro und von der Stadt Düsseldorf insgesamt 5,8 Millionen Euro, davon 4,3 Millionen Euro in Form von Zuschüssen und 1,5 Millionen Euro durch Sachleistungen.
Der folgende Kirchentag ist 2029 in Hamburg geplant.

## Organisation und Rechtsträger
Der Deutsche Evangelische Kirchentag als Träger ist ein eingetragener Verein, der in keinem direkten institutionellem Zusammenhang mit der EKD oder anderen kirchlichen Organisationen steht. Zur Durchführung, Organisation und finanziellen Abwicklung der Veranstaltung wird ein Trägerverein gegründet, dessen Geschäftsstelle sich in Düsseldorf befinden wird. Die Gründung dieses Vereins ist im Frühjahr 2025 vorgesehen.
Torsten Zugehör ist Präsident und steht als solcher an der Spitze des nächsten Kirchentags. Dem Präsidium stehen neben ihm die bisherige Präsidentin Anja Siegesmund sowie die Person im Präsidentenamt für den Kirchentag 2029 vor.

## Struktur und Programm
Der Kirchentag wird am 5. Mai 2027 mit einem Eröffnungsgottesdienst und dem anschließenden Stadtfest „Abend der Begegnung“ eröffnet. An den folgenden drei Tagen wird auf dem Messegelände, in der Innenstadt und an weiteren Orten ein umfangreiches theologisches, kulturelles und politisches Programm angeboten, das in Hannover 2025 ca. 1.500 Veranstaltungen umfasste. Am Sonntag wird der Kirchentag mit einem Abschlussgottesdienst beendet.
Details zum geplanten Programm und eingeladenen Gästen stehen derzeit noch nicht fest.

## Kritik
Gegen die Finanzierung des Kirchentags aus öffentlichen Geldern führten die Kunstaktion Das 11. Gebot („Du sollst Deinen Kirchentag selbst bezahlen!“) und der Düsseldorfer Aufklärungsdienst (DA) eine Reihe von Demonstrationen durch. Sie sammelten zudem 10.129 Unterschriften für ein Bürgerbegehren, was jedoch auf Grund der geforderten Anzahl von knapp 15.000 Stimmen nicht zustande kam. Die Düsseldorfer FDP und die Jugendorganisationen von FDP, SPD und Grünen schlossen sich dem Begehren an. Im Zuge der Vorbereitung des Bürgerbegehrens wurde das Verhalten der Düsseldorfer Stadtverwaltung von Seiten der Evangelischen Zentralstelle für Weltanschauungsfragen kritisiert.
Von Kritikern wurde ein alternativer Trägerverein mit dem voraussichtlichen Namen des kirchlichen Vereins wurde im Oktober 2024 gegründet (Vereinsregister Fulda, VR 2909). Der Verein sei nach Eigendarstellung für alle wirtschaftlichen, rechtlichen und organisatorischen Belange zuständig. Nach eigener Aussage wolle man so die Förderzusage der Stadt Düsseldorf für den regulären Kirchentag nutzen. Das von den Aktivisten ausgegebene Motto wurde fälschlicherweise von einzelnen Medien als jenes für den regulären Kirchentag verbreitet. Die Gründung des Vereins wurde als „PR-Gag“ eingeordnet.
Im Januar 2025 kritisierte Kristin Jahn, Generalsekretärin vom „Verein zur Förderung des Deutschen Evangelischen Kirchentages e. V.“ die Gründung und Ausrichtung des Trägervereins. Sie sagte, dass die Vereinsgründer offen bekennende Atheisten seien und sich mit der Vereinsgründung die kulturelle Geschichte des Deutschen Evangelischen Kirchentages und des Protestantismus aneignen würden. Es sei ein Amtslöschungsverfahren gegen den „40. Deutscher Evangelischer Kirchentag Düsseldorf 2027 e.V.“ mit dem Ziel der vollständigen Löschung des Vereins im Vereinsregister eingeleitet worden. Am 10. Januar 2025 erklärte der Alternative Trägerverein, den Löschantrag des Kirchentags nicht juristisch anzugreifen.